# Бабичефф, Мишка
Ми́шка Ба́бичефф, или Михаи́л Ива́нович Ба́бичев, — эфиопский военный деятель и дипломат русского происхождения.

## Происхождение
Родился 14 октября 1908 года в семье переселившегося в Эфиопию российского офицера Ивана Филаретовича Бабичева и свояченицы негуса Менелика II Воизеро Текабеч Уолде Цадик (Woizero Tekabetch Wolde Tzadik).
За заслуги перед императорским домом в деле строительства вооружённых сил российский дворянин Иван Бабичев был возведён в дворянство и в Эфиопии, а также назначен губернатором провинции Уоллега. Императором Менеликом ΙΙ ему было пожаловано 100 акров плодородной земли в местечке Ада неподалёку от Аддис-Абебы. На этой земле у подножия горы Эрер Иван Бабичев построил усадьбу, ставшую родовой, и создал процветающую плантацию. Кроме этого, император подарил ему 100 тыс. акров девственного леса, изобиловавшего ценными породами деревьев. По данным д. и. н., профессора Ныгусие Кассае В. Микаэль всего Бабичеву принадлежало в Эфиопии более 40 земельных угодий.
После событий 1917 года путь назад в Россию для Ивана Бабичева, уже давно породнившегося к этому времени с монархом и имевшего высокий армейский чин фитаурари, был окончательно закрыт. При этом нет и никаких указаний на то, что этот статный, по свидетельствам очевидцев, носивший национальные одежды и окружённый телохранителями, богатый и обласканный властью вельможа испытывал желание вернуться в уже чужую для него и чуждую Советскую Россию. Однако это не помешало Бабичеву активно участвовать в развитии торговых отношений Эфиопии с СССР, о чём свидетельствует, в частности, его переписка с В. Г. Деканозовым, хранящаяся в Архиве внешней политики МИД России, а затем и в установлении дипломатических отношений между странами. Он умер в Эфиопии в 1955 году, воспитав пятерых детей: Марусю (Atzede Mariam), Михаила (Misha), Соню (Hareguewoin), Виктора (Tewondbehay) и Елену (Helen). Именно его старшему сыну Михаилу и предстояло по-настоящему прославить фамилию Бабичев. Уменьшительная форма имени, которой звал его отец в детстве, впоследствии закрепилась за ним среди соотечественников. «Нерусское» написание фамилии связано с французской транслитерацией в паспорте: Babitcheff.
Иван Филаретович Бабичев похоронен в Аддис-Абебе на кладбище Святых Петра и Павла. В 2011 году, в память о нём, как одном из первых подданных Российской империи, совершивших путешествие по неизведанным землям юго-запада Эфиопии, была установлена мемориальная доска на стене Музея русских путешественников в Москве. Эту мемориальную доску установил, отдавая дань своему предшественнику, известный путешественник Фёдор Конюхов.

## Биография
Мишка Бабичефф вырос в аддис-абебской аристократической среде. Как и отец, он выбрал карьеру военного: сначала поступил в танковое училище, но затем в составе группы первых эфиопских авиаторов приступил к лётной подготовке, совершив свой первый самостоятельный полёт в сентябре 1930 года. В октябре того же года ему было присвоено звание лейтенанта нового рода войск — военно-воздушных сил Эфиопии. Для продолжения обучения император Хайле Селассие I направляет Бабичеффа во Францию в Академию военно-воздушных сил, которую он заканчивает с отличием в 1932 году. Именно его незадолго до начала итало-эфиопской войны император назначил командующим ВВС Эфиопии. Несмотря на подавляющее количественное и качественное превосходство итальянцев в воздухе (в распоряжении Эфиопии было всего около дюжины морально устаревших деревянных бипланов Potez французского производства), ни один эфиопский самолёт за время войны не был потерян (использовались они в основном как средство связи). Когда эфиопская армия была разбита, Бабичефф сопроводил императора во Французское Сомали, что позволило эфиопам создать центр сопротивления в изгнании.
После освобождения Эфиопии британскими войсками Бабичефф, отмеченный наградами за вклад в борьбу Эфиопии за независимость, вновь возглавил ВВС страны, участвовал в создании и был назначен руководителем Национального управления гражданской авиации. Позднее он был переведён на дипломатическую службу: в 1944—1947 годах занимал должность временного поверенного в делах Эфиопии в СССР. В Москве в начале 1946 года он познакомился с будущей женой — Людмилой Нестеренковой. 6 апреля 1947 года у пары родился сын Александр. Однако счастливая жизнь семьи длилась недолго: в январе 1948 года Бабичефф перенёс тяжёлый инсульт, сопровождавшийся частичным параличом. Экстренное лечение в СССР спасло ему жизнь, но лишь в ограниченной мере смогло устранить последствия кровоизлияния в мозг. Проживавшие в Эфиопии родственники при поддержке императора принимают решение вывезти Бабичеффа в Швецию в одну из лучших в Европе неврологических клиник. Императорская миссия Эфиопии в Москве обращается в МИД СССР с просьбой предоставить Бабичеффу выездную визу и открытый лист, обеспечивающий ему право на последующий свободный въезд в СССР. Незадолго до отъезда, 8 июля 1948 года, Бабичефф обращается с письмом к министру иностранных дел СССР В. М. Молотову:

…не как поверенный в делах, а как больной человек, который рассчитывает на Вашу помощь, Ваше снисхождении и Ваше понимание в том, чтобы разрешить моей жене поехать вместе со мной. Мне будет очень тяжело уехать без неё…

Но ни на это, ни на следующее обращение (16 июля того же года на имя заместителя министра иностранных дел СССР А. Я. Вышинского) ответа он не получает. 22 июля 1948 года Бабичефф, как это следует из его дипломатической карточки, выезжает из СССР в сопровождении прибывшей ранее младшей сестры Елены, но без жены и сына. В Стокгольме Бабичеффу была сделана повторная операция, вернувшая речь, а позднее и ограниченную возможность передвигаться самостоятельно. Тем не менее, о полноценной работе речь идти уже не могла, и его перевозят домой в Аддис-Абебу, куда он прибывает 25 ноября 1948 года. В связи с возвращением Бабичеффа атташе миссии СССР в Эфиопии И. Бяков докладывал в МИД СССР:

…Его дом вчера и сегодня является местом настоящего паломничества. Кроме императора приезжали наследный принц, расы, сановники, министры и масса простого народа.

Вернуться в СССР Бабичеффу было уже не суждено. 15 февраля 1947 года вышел Указ Президиума Верховного Совета СССР и одновременно Постановление Политбюро ЦК ВКП(б) «О воспрещении браков между гражданами СССР и иностранцами». В 1949 году семья Бабичеффа была выдворена властями из особняка, занимаемого императорской миссией Эфиопии в Москве (Гагаринский пер., д. 11). Людмила Бабичева с сыном была вынуждена вернуться к проживавшим в Москве родителям — Петру и Марии Нестеренковым. Свидетельство о браке Людмилы Нестеренковой и Михаила Бабичева, а также свидетельство о рождении у них сына Александра были изъяты. Были аннулированы и соответствующие записи в архивах ЗАГС города Москвы. Эти сведения сохранились только в дипломатической карточке Мишки Бабичеффа, находящейся до настоящего времени на хранении в Архиве МИД России. Людмиле, после вынужденного отъезда мужа, была возвращена её девичья фамилия. На эту же фамилию — Нестеренков, было оформлено и повторное свидетельство о рождении её сыну без указания фамилии отца.
Жене Мишки Бабичеффа удалось избежать репрессий. Несмотря на отсутствие официального развода с Бабичеффым, она получила разрешение на повторное вступление в брак и в 1956 году вышла замуж за аспиранта-медика Гаджи Шахназарова. Фамилию отчима стал носить после повторного замужества матери и сын Бабичеффа Александр.
Мишка Бабичефф ничего не знал о судьбе жены и сына, оставшихся в СССР. На протяжении всей последующей жизни он не оставлял попыток установить с ними связь. Но на его личные письма в СССР неизменно приходили ответы, что его семья выбыла в неизвестном направлении. На официальные запросы, в том числе со стороны императора, власти отвечали, что жена и сын Бабичеффа являются гражданами СССР и им не может быть дано разрешение покинуть свою страну.
Мишка Бабичефф скончался в Аддис-Абебе 23 декабря 1964 года и был похоронен на Кладбище Героев возле собора Святой Троицы. Надпись на могиле гласит: «Здесь покоится первый эфиопский лётчик». Его сын Александр Шахназаров (урождённый Бабичев) смог найти своих родственников в Эфиопии только в 2010 году. В мае 2011 года он присутствовал на Параде Победы в честь 70-летия освобождения страны от итальянской оккупации в качестве почётного гостя президента Эфиопии Гырмы Уолде-Григориса Луки и на поминальной службе на могиле отца, организованной Эфиопской православной церковью.